# Centralni malajsko-polinezijski jezici
Centralni malajsko-polinezijski jezici, jedan od dva glavna ogranka Malajsko-polinezijske jezične skupine centar-eastern, koja obuhvaća 168 jezika podijeljenih u podskupine aru, babar, bima-sumba, srednjomolučki, sjevernobomberajski, južnobomberajski, jugoistočni molučki, teor-kur, timorski i zapadnodamarski. Ovim podskupinama pripadaju jezici:
a) Aru (14), Indinezija/Maluku: barakai, batuley, dobel, karey, koba, kola, kompane, lola, lorang, manombai, mariri, tarangan (2 jezika, istočni i zapadni), ujir,
b) Babarski (11), Indonezija/Maluku: babar (2 jezika, sjeverni i jugoistočni), dai, dawera-daweloor, emplawas, imroing, masela (3 jezika, zapadni, središnji i istočni), serili, tela-masbuar.
c) Bima-Sumba (27), Indonezija/Nusa Tenggara: anakalangu, bima, dhao, ende, istočni ngad'a,  kambera, ke'o, kepo', kodi, komodo, lamboya, laura, li'o, mamboru, manggarai, nage, ngad'a, palu'e, rajong, rembong, riung, rongga, sabu, so'a, wae rana, wanukaka, wejewa.
d) Centralnomolučki (55), Indonezija/Maluku: alune, amahai, ambelau, asilulu, banda, bati, benggoi, boano, bobot, buru, elpaputih, geser-gorom, haruku, hitu, horuru, hoti, huaulu, hulung, kadai, kaibobo, kamarian, kayeli, laha, larike-wakasihu, latu, liana-seti, lisabata-nuniali, lisela, loun, luhu, mangole,  manipa, manusela, masiwang, moksela, naka'ela, nuaulu (dva jezika, sjeverni i južni), nusa laut, palumata, paulohi, piru, salas, saleman, saparua, seit-kaitetu, sepa, sula, taliabu, teluti, tulehu, watubela, wemale (2 jezika, sjeverni i južni), yalahatan.
e) Sjevernobomberajski/Sjeverni Bomberai (4) Indonezija /Papua: arguni, onin, sekar, uruangnirin.
f) Južnobomberajski jezici (1), Indonezija/Papua: Kowiai.
g) Jugoistočni Maluku (5), Indonezija/Maluku: fordata, kei, selaru, seluwasan, yamdena.
h) Teor-Kur (2), Indonezija/Maluku: kur, teor.
i) Timor (48), Indonezija/Nusa Tenggara, Indonezija/Maluku, Istočni Timor: adonara, alor, amarasi, aputai, baikeno, bilba, istočni damar, dela-oenale, dengka, galoli, habu, helong, idaté, ile ape, ili'uun, kairui-midiki, kedang, kemak, kisar, lakalei, lamaholot, lamalera, lamatuka, lembata (2 jezika, južni i zapadni), leti, levuka, lewo eleng, lewotobi, lole, luang, mambae, nauete, nila, perai, ringgou, roma, serua, sika, talur, termanu, tetun, te'un, tii, tugun, tukudede, uab meto, waima'a.
j) zapadni Damar (1), Indonezija/Maluku: zapadni damar.

## Vanjske poveznice
- Ethnologue (14th)
- Ethnologue (15th)